# 아시리아의 법
아시리아의 법( - 法, 영어: Assyrian law)은 수메르의 설형문자 법과 바빌로니아의 법과 매우 비슷하지만, 그 이전의 법들보다 더 야만적으로 여겨진다. 법의 첫 사본은 티그라트-필레세르 1세의 치세로 거슬러 올라간다. 이 법은 독일 오리엔탈 사회가 발굴을 하던 과정에서 발견되었다.(1903-1914년). 세 아시리아 법 수집품이 발견되었다.
귀와 코를 자르는 것 같은 것이 보편적이었다.
살인은 가족에 의해 처벌되었는데, 살해자에게는 사형이 선고되었다.

## 같이 보기
- 아수라 법전
- 함무라비 법전
- 우르남무 법전